# کلیسای جامع مریم ملکه جهان
کلیسای جامع مریم ملکهٔ جهان (فرانسوی: Cathédrale Marie-Reine-du-Monde‎) یک بازیلیکا در مونترآل، کانادا است.
این کلیسا که در سال ۱۸۹۴ تأسیس شده دارای ۱۰۱ متر طول، ۴۶ متر عرض و ۷۷ متر ارتفاع در بالاترین نقطه گنبد است.

## نگارخانه

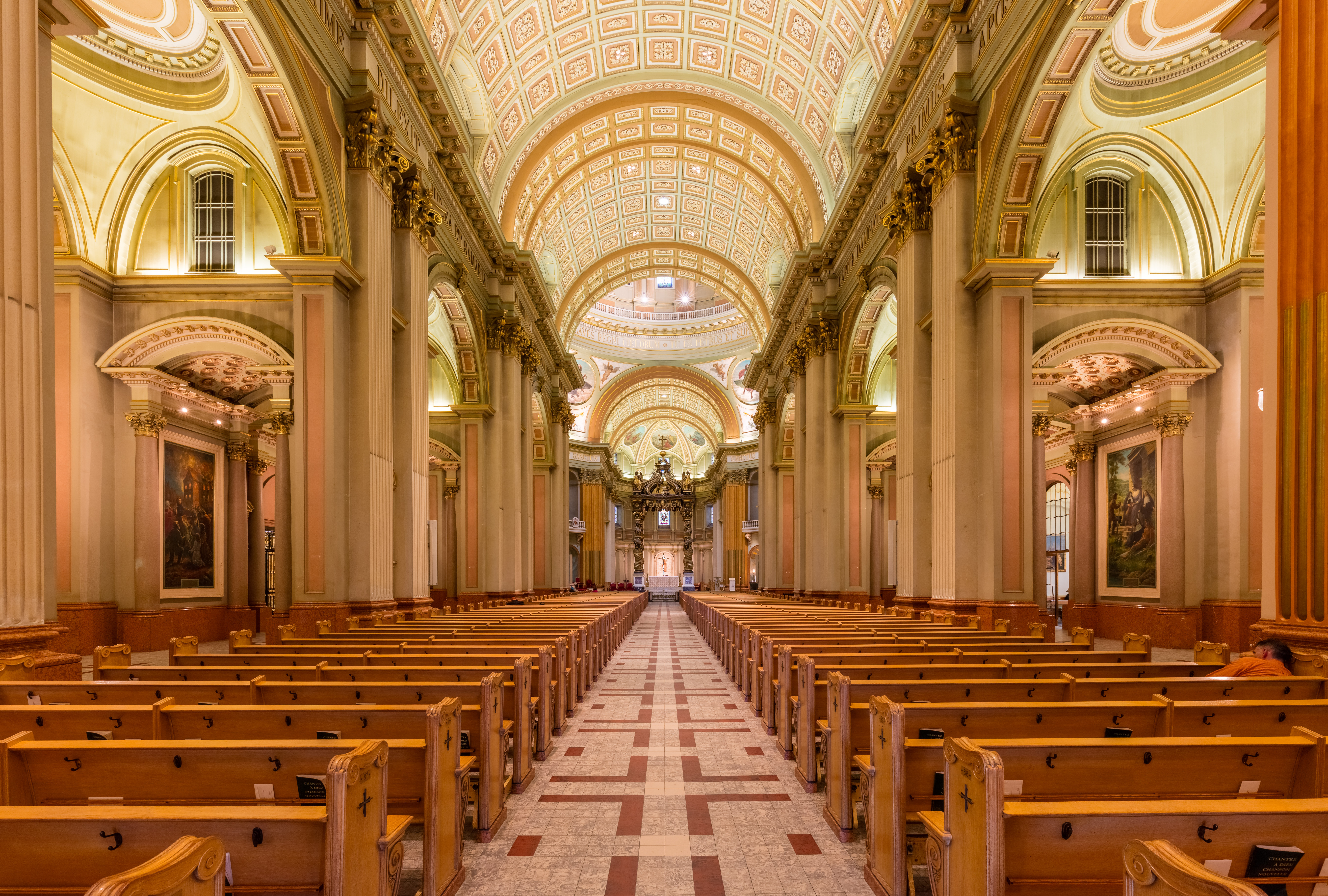
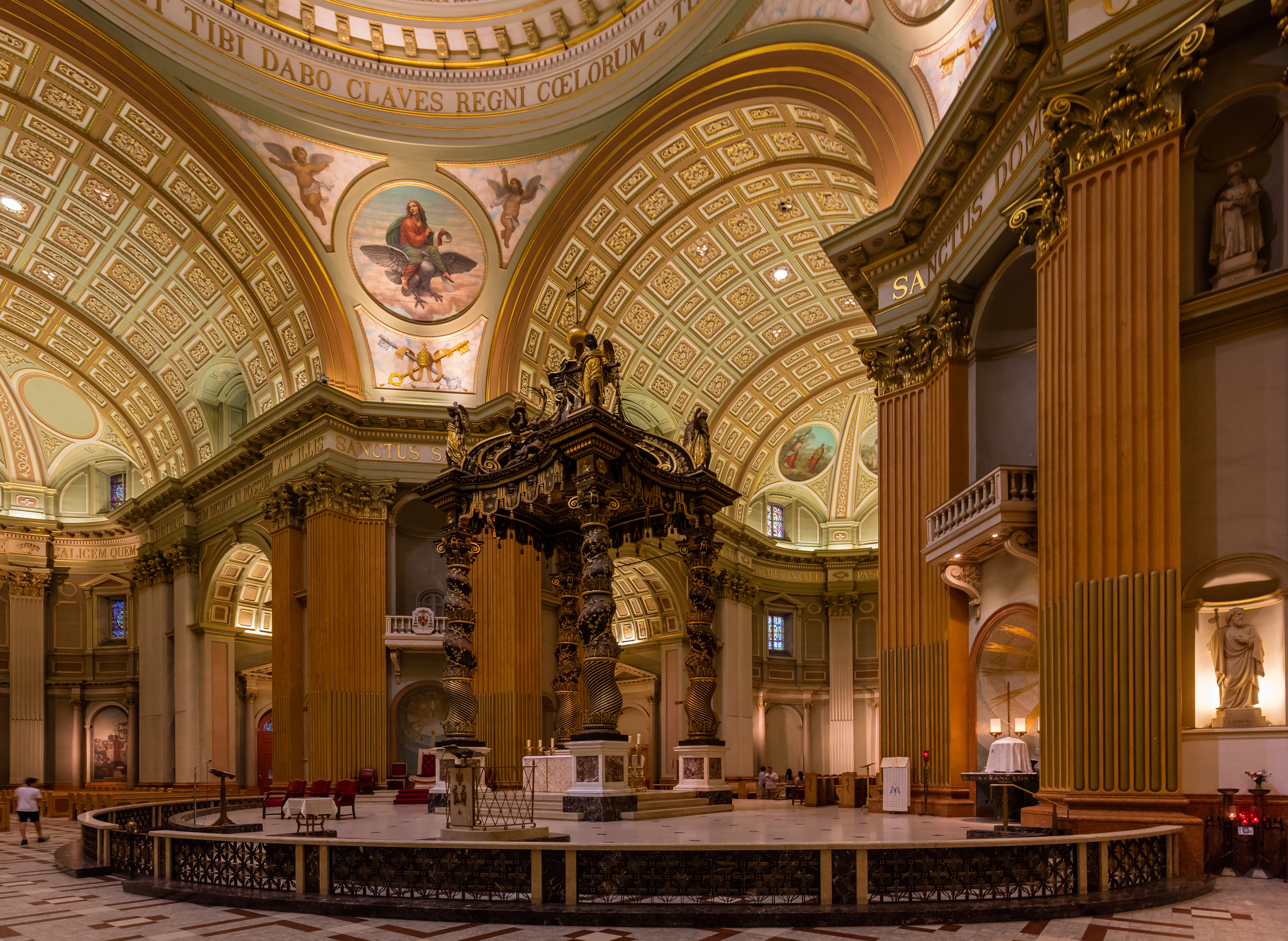
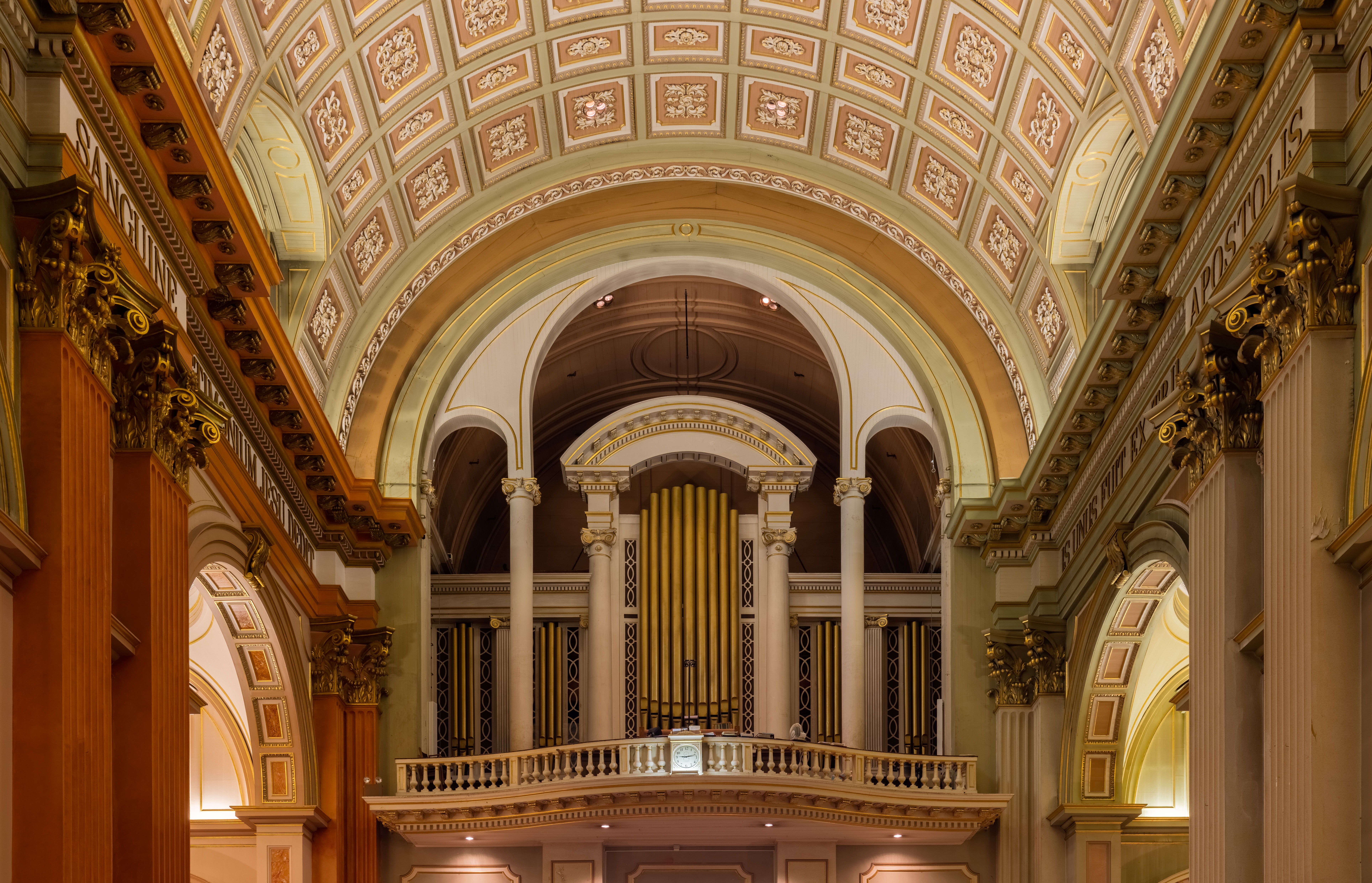
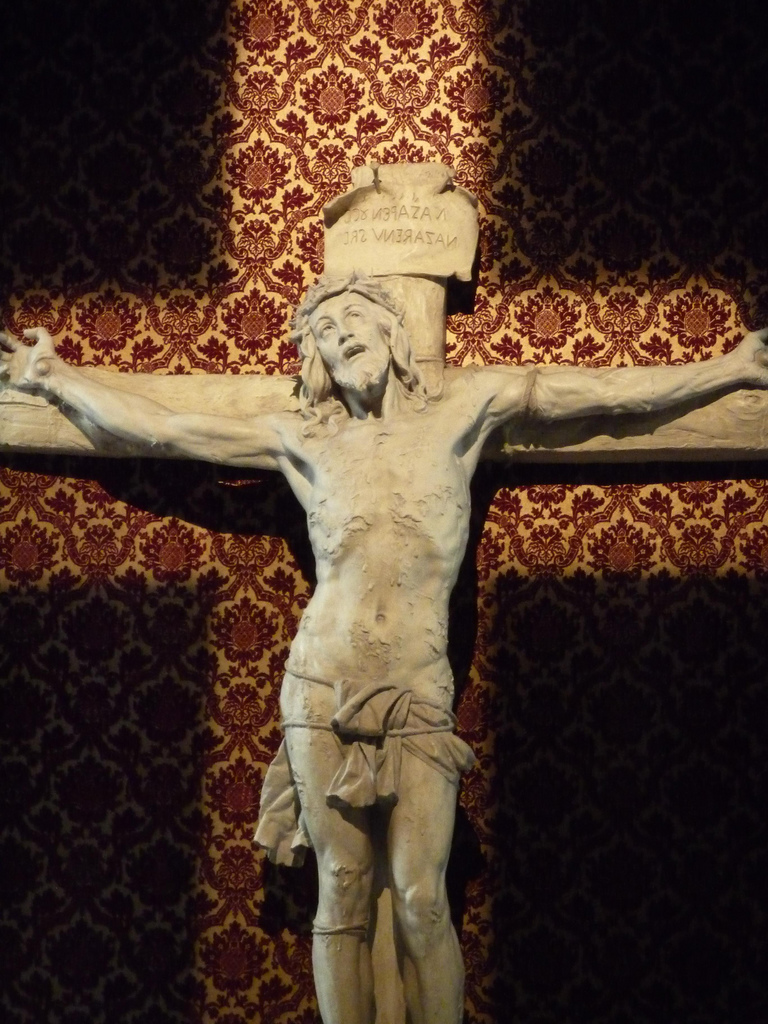
Crucifix sculpted by Philippe Hébert
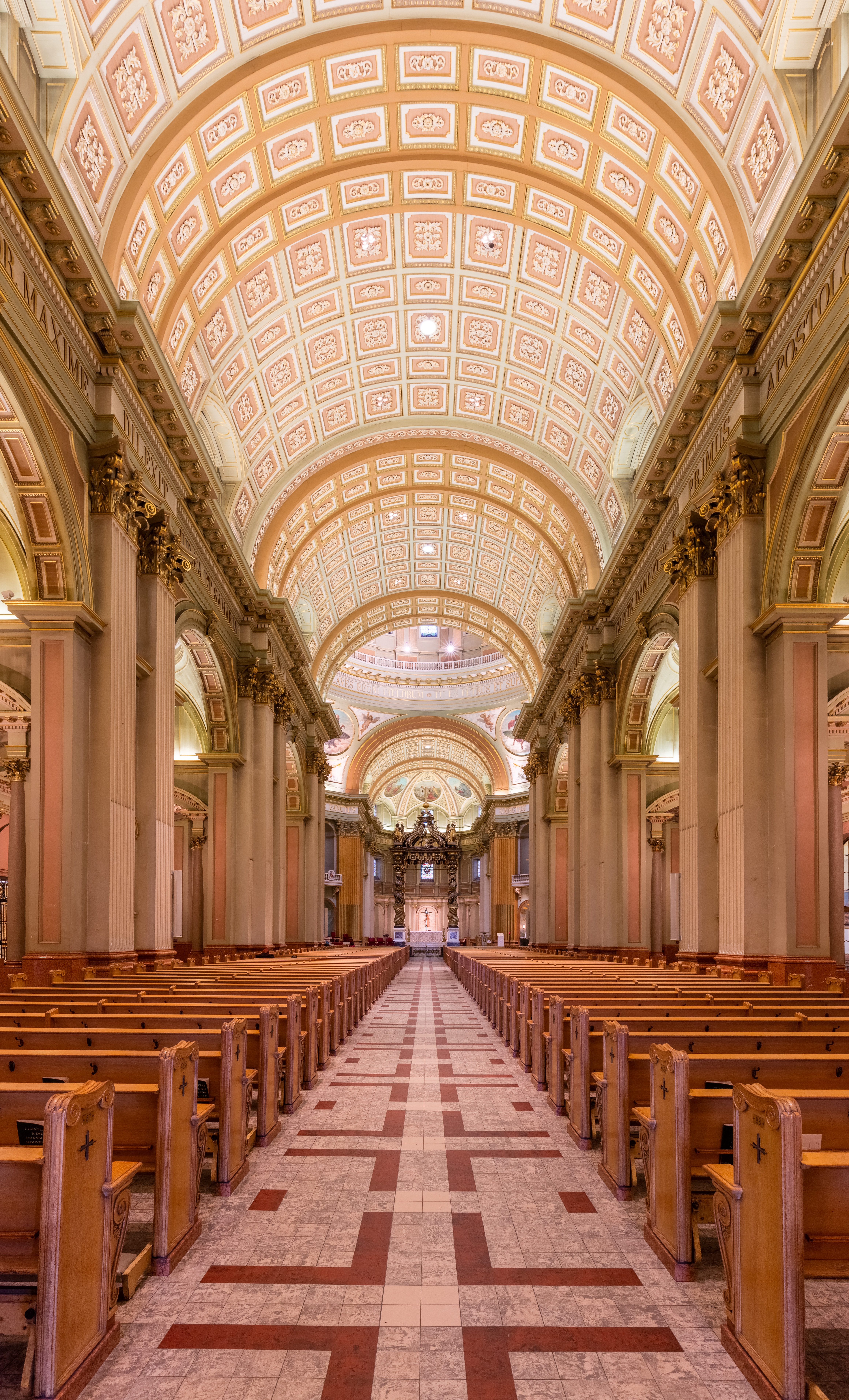
Interior view.
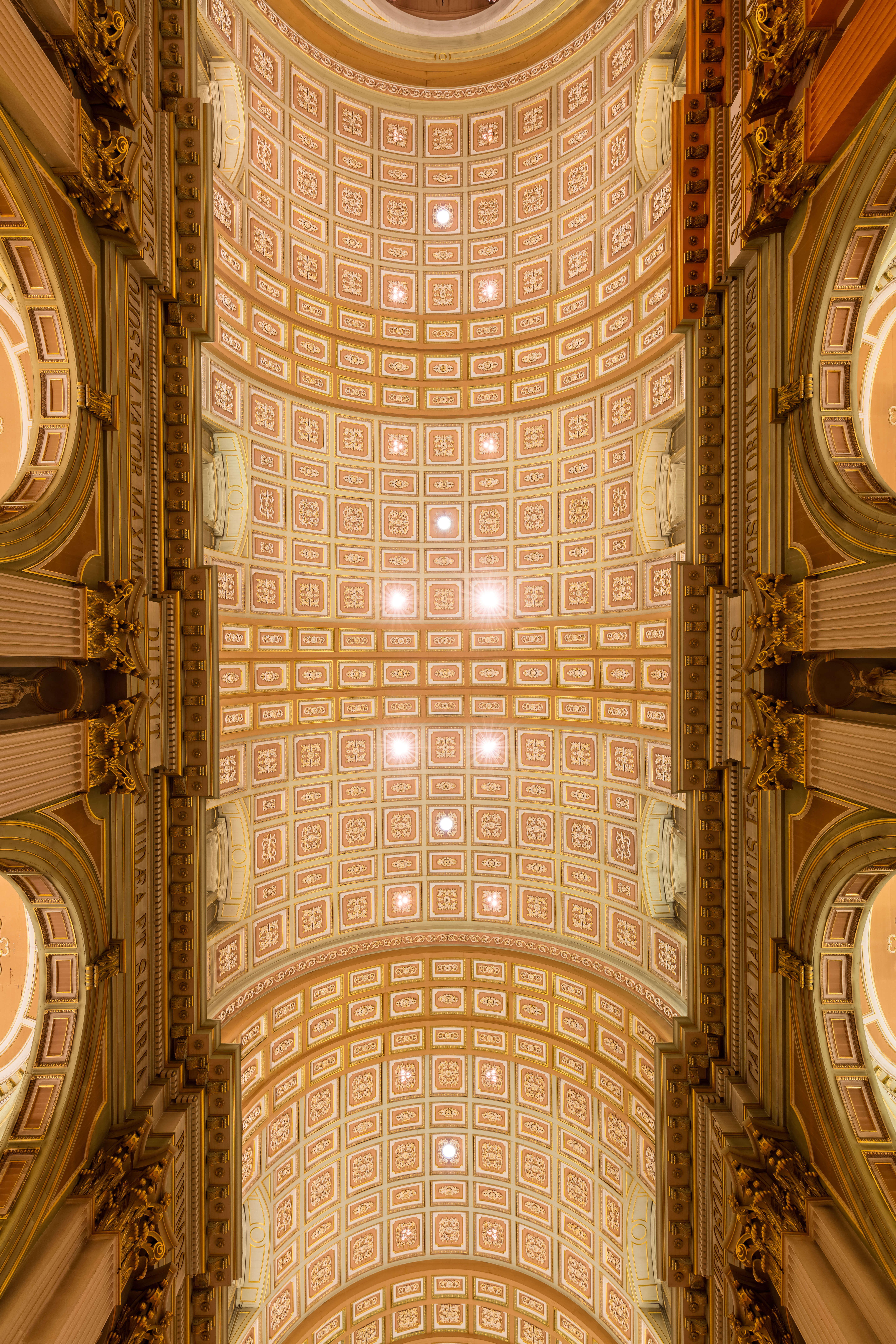
Ceiling.
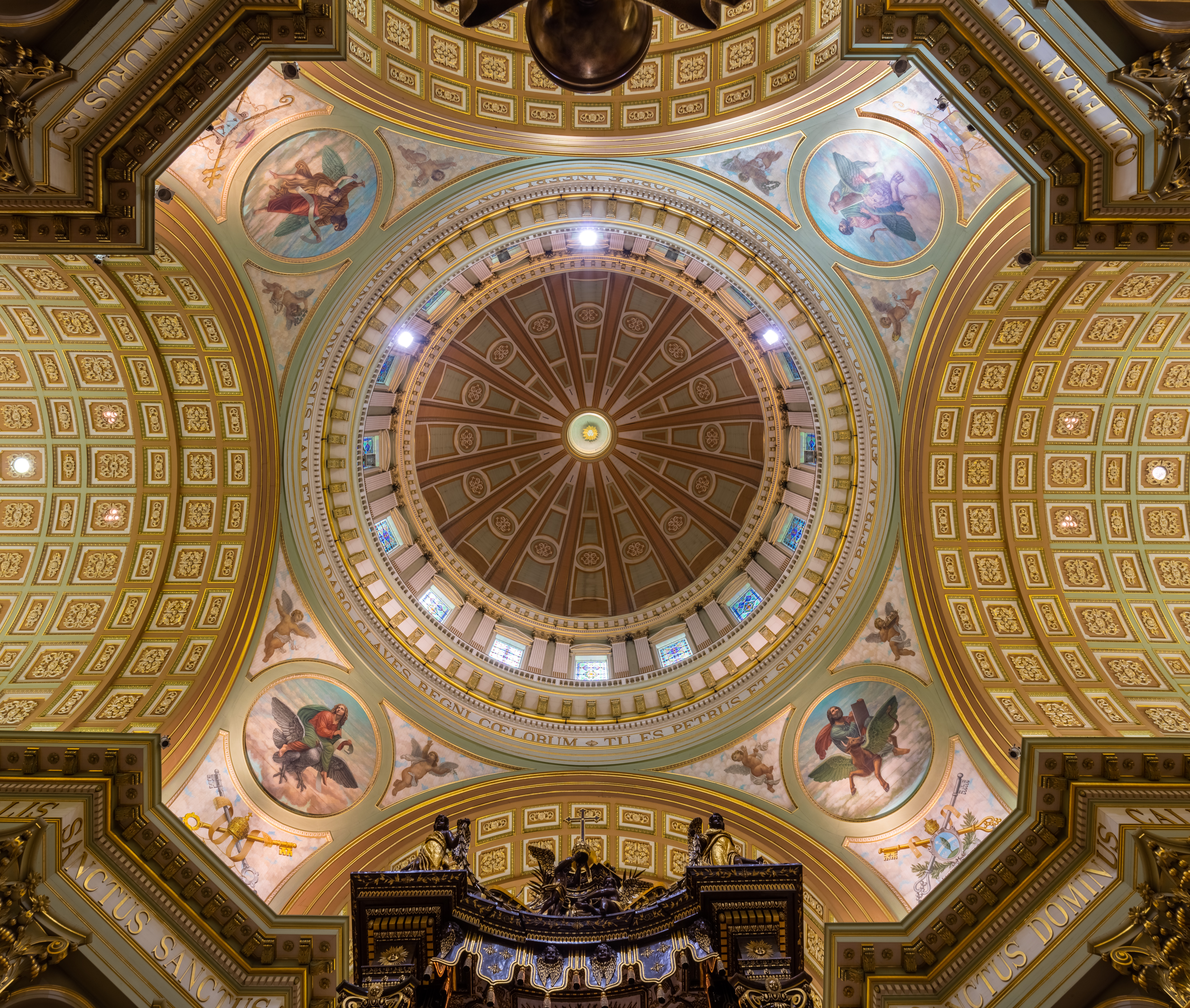
نمایی داخلی از سقف گنبدی کلیسا
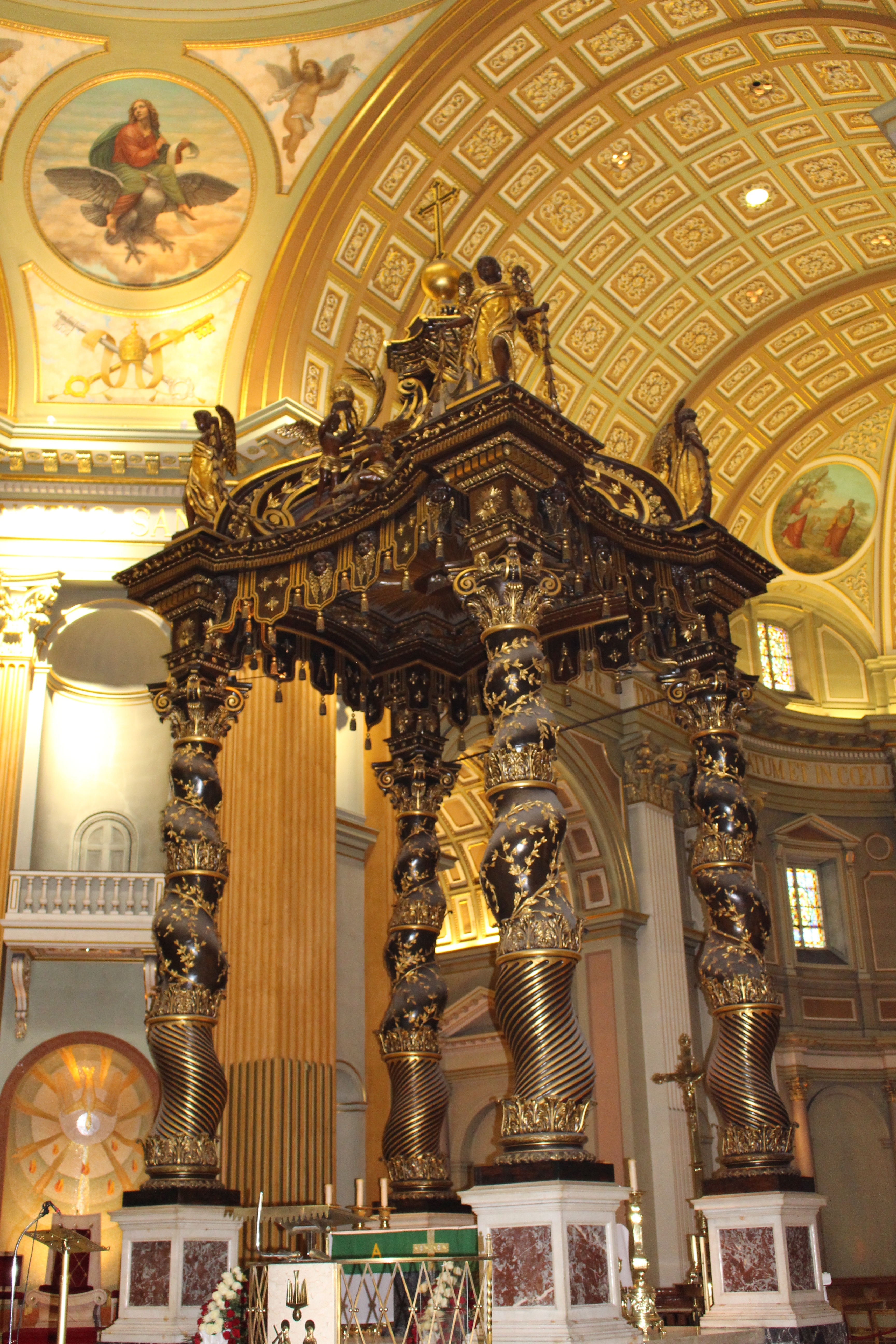